# 火攻
火攻是冷兵器军事时代一种战术，即人为造成对方营地火灾或将对方军队引入可能被点火的陷阱。《三国演义》中有大量关于作战时使用火攻的例子，比如赤壁之战。《孫子兵法》第12篇便是專介紹火攻。
今日的火攻則可以歸類成游擊戰的燃燒瓶或是靠火箭飛機投擲的燃燒彈,前者在缺乏正規武器的情況之下可以發揮製造騷亂或是影響敵方車輛運行的效果,後者則適於用來清掃戰場上的建築物可能存在的伏兵或是在開闊的野戰大規模對敵方陸上單位造成殺傷

## 批评
自古以来人们对火攻和水攻持很大批评意见，认为类似行为亦毁坏人民居住地与自然环境。

## 著名使用火攻的战役
- 赤壁之战
- 彝陵之战
- 德浪河谷戰役

## 延伸阅读
[在维基数据编辑]
 《孫子兵法》